# سرداب‌رود (چالوس)
سرداب‌رود یا سرد آبرود یا سردآبرود، روستایی از توابع بخش مرکزی شهرستان چالوس در استان مازندران ایران است. این منطقه در نزدیکی مرکزیت کلارستاق تقریبا دو بخش کلارستاق غربی و کلارستاق شرقی را از هم جدا می‌کند.
عنوان سرداب‌رود از نام رودی در نزدیکی این روستا به نام رود سرداب گرفته شده است. سرچشمه این رودخانه از علم کوه کلاردشت است.

## جمعیت
این روستا در دهستان کلارستاق غربی قرار دارد و براساس سرشماری مرکز آمار ایران در سال ۱۳۸۵، جمعیت آن ۵۴۹ نفر (۱۶۴خانوار) بوده‌است. مردم سردآب‌رود از قومیت طبری هستند. مردم سردآب‌رود به زبان طبری با گویش چالوسی سخن می‌گویند.